# 乌石山教案
乌石山教案是1878年8月30日发生在中国福州的一宗教案。

## 神光寺事件
1850年5月31日，英国圣公会差会派遣的传教士札成（R．D. Jackson）和医生温敦来到福州，温敦帮助人戒除鸦片，求诊者为数甚多。最初他们暂住于闽江中的中洲岛，几个月后英国驻福州代理领事金执尔替为他们租赁南门内乌石山神光寺2间房屋居住，得到侯官县知县兴廉批准。当时闽浙总督规定只允许领事馆设在城内，其他外国侨民只能居住在城外。这时，退休官员林则徐联合福州地方士绅，写信质问兴廉和英国领事，要求强行驱逐传教士，而福建巡抚徐继畬则认为应劝说传教士自行搬到城外以平息此事。在8月25日、9月4日和9月6日，翰林院侍读学士孙铭恩、工科给事中林扬祖和湖广道御史何冠英先后上书咸丰皇帝，称福州为省会，不可让外国人居住城内，并指责徐继畲偏袒外人，丧失民心，似有汉奸嫌疑。于是咸丰下旨，1851年初札成和温敦被迫迁出神光寺，搬至乌石山道山观英国翻译官住地，事件遂告平息。徐继畲后来被罢官。1852年，札成退往宁波，1855年，温敦租下道山观的一块空地，建造房屋。1856年，温敦医生因健康原因返回英国，不久在伦敦去世。1864年，英国圣公会在福州乌石山办女学堂。

## 教案经过
1876年5月，闽江发生水灾，福州受涝严重。当时，圣公会传教士胡约翰在道山观正在建造洋楼，林应霖为首的当地士绅认为破坏了省城的风水，因此导致水灾，要求官府出面制止建造。总理衙门授意福建巡抚丁日昌协调，提议用南台下渡楼房与道山观对换。对换事宜尚未有结果，而丁日昌请假回广东原籍养病。1878年，传教士史荦伯在院内创办榕城两等小学，建造道学院和三座楼房。当地士绅群起反对，8月，福州官府驱逐工人，工程停建。8月30日上午，福州官府会同当地士绅和英国领事到现场查勘。下午，林应霖率众撬门冲进院内，拆毁三座新建成的洋楼，并放火焚烧。

## 后续
教案发生后，英国公使向总理衙门施加压力，要求惩办凶手。10月，闽浙总督何璟将弹压不力的侯官知县刘恩第，乌石山汛千总蒲大典革职。1879年2月，丁日昌奉旨赴福建查办此案。3月17日开庭审判，星察理观审，判决毁屋武生董经铨等人流放，教官林应霖摘去顶戴，停委三年。4月30日，英國在華最高法院裁判长傅兰治主持开庭审判道山租地纠纷案，判决道山观可以讨回乌石山租地。于是乌石山女学堂迁至南台下渡电线局（后来的陶淑女子中学）。1880年3月，史荦伯也迁出乌石山道山观，迁往仓前山施埔。